# Prestonia guianensis
Prestonia guianensis là một loài thực vật có hoa trong họ La bố ma. Loài này được Gleason miêu tả khoa học đầu tiên năm 1926.